# Glyphostoma aguadillana
Glyphostoma aguadillana é uma espécie de gastrópode do gênero Glyphostoma, pertencente a família Clathurellidae.